# Planta radiocêntrica
Planta Radioconcêntrica é uma planta com características medievais utilizada no urbanismo.
Considera-se Planta Radioconcêntrica quando existe um conjunto de várias vias que convergem de um núcleo frontal, pode ser uma ou mais ruas secundárias e que são intercetadas por vias pequenas.O melhor exemplo de uma planta radioconcêntrica é Óbidos ; Évora; Milão; Vila Real de Sto. António;Barcelona ou o Marquês de Pombal.